# Lynne Frostick
Lynne Elizabeth Frostick (2 de febrero de 1949) es una geógrafa inglesa. Actualmente es profesora de geografía física de la Universidad de Hull.
Fue educada en Dartford Grammar School for Girls, y los estudios universitarios en la Universidad de Leicester (BSc en  geología, 1970) y obtuvo un PhD en 1975, por la Universidad de East Anglia, con la tesis "Sediment Studies in the Deben Estuary, Suffolk, England". Sus intereses en investigaciones incluyen sedimentación y dinámica del flujo en ríos y estuarios y problemas de interdisciplinaridad asociados a residuos; con instalaciones de modelado físico se desarrolla en el acuario The Deep siendo parte del Proyecto HYDRALAB UE.
Frostick publicó más de cien artículos y libros, abarcando física, matemática e ingenniería. 

## Algunas publicaciones
- Frostick, L, Middleton,R; Murphy, B. 2006. Unravelling flood history using matrices in fluvial gravel deposits. En: Sediment Dynamics and the Hydromorphology of Fluvial Systems, IAHS publ 306: 425-433.

- Sear, D.S., Frostick, L.E., Rollinson, G. & Lisle, T.E. 2008. The Significance and Mechanics of Fine-Sediment Infiltration and Accumulation in Gravel Spawning Beds. Am. Fisheries Society Symposium 65.

- Jones, S.J. & Frostick, L.E. 2008. Inferring bedload transport from stratigrahic successions: examples from Cenozoic and Pleistocene rivers, south central Pyrenees, Spain. En: Gallagher, K.

- Jones, S.J. & Wainwright, J. (eds.) Landscape Evolution: Denudation, Climate and Tectonics Over Different Time and Space Scales. Geological Soc. Londres, Special Publications, 296: 129-145

- Adams, J.D.W., Zennaro, M.; Frostick, L.E. 2008. Composting of green waste: Observations from compost trials and small bench-scale experiments. Environmental Technology, 29: 1149-1155.

- Adams, J.D.W.; Frostick, L.E. 2008. Investigating microbial activities in compost using mushroom (Agaricus bisporus) cultivation as an experimental system. Bioresource Technology 99: 1097-1102.

- Luo, Tingwen; Ouyang, Zhiyun; Frostick, Lynne E. 2008. Food carbon consumption in Beijing urban households. The International J. of Sustainable Development and World Ecology 15 (3): 189-197 junio 2008 (9) Sapiens Publishing.

- Ferrier, G., Frostick, L.E.; Splajt, T. 2009. Application of geophysical monitoring techniques as aids to probabilistic risk-based management of landfill sites. Geographical J. special issue.

- Richards, K., Batty, M., Edwards, K., Findlay, A., Foody, G., Frostick, L.E., Jones, K., Lee, R., Livingstone, D., Marsden, T., Petts, J., Philo, C., Simon, D., Smith, S.; Thomas, D. 2009. The nature of publishing and assessment in Geography and Environmental Studies: evidence from the Research Assessment Exercise 2008, Area. Royal Geographical Soc. IBG 41 (3): 231-243.

- van Schijndel, S.A.H.,. Frostick, L, Sánchez Arcilla, A., van Os, A. G. 2009. Experimental Hydraulic Research Around the World: The Research Topics for the Future. Proc. 33rd IAHR Congress, Vancouver, Canada agosto 2009.

- Mao, L., Cooper, J. R.; Frostick, L. E. 2009. Armour Layer Development During Sediment Starvation and Recirculation Flume Experiments. Proc. 33rd IAHR Congress, Vancouver, Canada agosto 2009.

## Honores
- (actividad extra-universidad) asiento en el Consejo editorial del The Geographical Journal.
- 2008: presidenta de la Sociedad Geológica de Londres
- dirigente de la Sociedad Británica de Geomorfología.
- 2009: premio Women of Outstanding Achievement.[2]
- miembro del Grupo gubernamental de Carrereas de Ciencias.[3]